# شريف حرشان
شريف حرشان معوضة (مواليد 8 مايو 1999) هو لاعب كرة قدم سعودي يلعب حالياً في نادي السلمية.

## مسيرة اللاعب
مثل نادي النصر في الفئات السنية و لعب بعدها مع نادي قلوة ونادي الباحة ونادي كميت ونادي الشعيب ونادي الزلفي ونادي السلمية.